# キンディア
キンディア（Kindia, ンコ文字:  ߞߌ߲ߘߌߦߊ߫）は、ギニア西部のキンディア州の州都。2008年の人口は約18.1万人。

## 概要
首都コナクリから北東に140 km離れており、フータ・ジャロン山地の南端、標高400 mの土地に位置する。地域の中心であり、またコナクリとカンカンを結ぶ鉄道が通っているため、農産物の集散地となっている。ボーキサイトの鉱山があり、バナナのプランテーションも周辺には多い。
住民はスス人が最も多く、それにマンディンゴ人が次ぐ。また、シエラレオネに近いため、ギニアで2番目に大きなシエラレオネ人のコミュニティがある。